# Roman Polanski
Roman Polanski (registrado al nacer en polaco como Rajmund Roman Thierry Polański; París, 18 de agosto de 1933) es un director de cine, productor, guionista y actor francopolaco de origen judío. Reconocido como uno de los cineastas más importantes de la segunda mitad del siglo XX y principios del siglo XXI. Su primer largometraje, El cuchillo en el agua (1962), fue seleccionado para competir por el Óscar a mejor película de habla no inglesa. Emigró a continuación a Reino Unido, donde pudo realizar Repulsión (1965), Callejón sin salida (1966), que ganó el Oso de Oro en el Festival de Berlín, y El baile de los vampiros (1967).
A continuación pudo llevar a cabo en los Estados Unidos, con total libertad creativa, el gran éxito de crítica y público Rosemary's Baby (1968), que terminó por confirmarle como uno de los directores más respetados e importantes de su generación. A pesar de su fama y prestigio no ha podido evitar que funestos incidentes de su vida personal salpicasen gravemente su carrera. En 1969, su esposa, Sharon Tate, fue brutalmente asesinada por la secta La Familia, liderada por Charles Manson, y en 1977 fue acusado de violación (que finalmente quedó en «relaciones ilícitas») sobre la menor de 13 años de edad Samantha Geimer. Este grave caso truncó de raíz su carrera en los Estados Unidos, país en el que pudo terminar solo una película más, la muy aclamada Chinatown (1974), pues cuando debía volver a prisión tomó un vuelo en secreto a Londres y otro inmediato a París, y no volvió a pisar suelo estadounidense. 
En Europa dirigió una de sus películas consideradas más personales, rigurosas y emocionantes: Tess, adaptación de la novela Tess, la de los d'Urberville, de Thomas Hardy; estrenada en 1979, y con Nastassja Kinski en el personaje principal, cosechó un enorme éxito, sobre todo en Francia. Tras unos años de fracasos económicos y críticos, regresó a lo más alto de su carrera con su filme más arriesgado y biográfico, El pianista (2002), que se alzó con la Palma de Oro de Cannes y el premio Óscar al mejor director, entre otros muchos galardones.

## Biografía

### Infancia
Polański nació en París en 1933 con el nombre de Raymond Roman Thierry Liebling, en el seno de un matrimonio de emigrantes judíos polacos. Su padre, Ryszard Polański, trabajó en una tienda de discos, se cambió el apellido en 1932 y pasó a llamarse Ryszard Liebling, por lo que el nombre legal de Polański fue Rajmund Roman Thierry Liebling, hasta su retorno a Cracovia (Polonia), a principio de julio de 1936, en donde recuperó su apellido original polaco y pasó a llamarse Rajmund Roman Thierry Polański, respondiendo al apodo de "Romek", diminutivo de Roman. Su madre, de soltera llamada Bula Katz, era de origen ruso y se educó en la religión católica porque su madre lo era, aunque su padre (abuelo materno de Polański), apellidado Katz, era judío askenazí. Bula Katz estaba divorciada cuando se casó con Ryszard Liebling en 1932 y solo tuvieron un hijo juntos. Se instalaron en el número 5 de la rue Saint-Hubert, en París, donde vivió Polański sus tres primeros años de vida. En el árbol genealógico de Polański, por tanto, hay raíces judías en un 75% (sus abuelos paternos y su abuelo materno, Katz) y un 25% de raíces rusas católicas (su abuela materna). Los padres de Polański no practicaban la religión judía y Roman Polański no recibió educación religiosa, ni judía ni tampoco católica, ni en París ni en Cracovia. 
Por sus ancestros judíos, experimentó en carne propia los males de la Segunda Guerra Mundial ya que poco antes de dar comienzo el conflicto se mudó con sus padres de París a Cracovia (Polonia), creyendo que allí estarían más seguros. Instalarse en Polonia se convirtió en la primera de muchas desgracias de su vida. Durante la guerra, en algún momento de 1943, perdió a su madre —católica, pero "clasificada racialmente" como judía por parte de padre— en el campo de concentración de Auschwitz junto a otros familiares. Su padre, pese a que estuvo también recluido dos años en el campo de concentración de Mauthausen-Gusen, sobrevivió, convirtiéndose en uno de los pocos supervivientes polacos del Holocausto. Durante la guerra, Polański sobrevivió al gueto de Cracovia y luego, tras vivir como un mendigo en la calle, logró escapar de los nazis haciéndose pasar por hijo católico en familias de acogida, primero los Wilk, en Cracovia, luego los Putek y los Buchala, en el pueblo de Wysoka, a partir de julio de 1943 y hasta la liberación por el Ejército Soviético en enero de 1945, tal y como relató el cineasta en sus memorias.

### Inicios profesionales
Después de la guerra, siendo muy joven, ya empezó a interesarse por el mundo del cine y comenzó su carrera como actor teatral. Más tarde cursó estudios en la Escuela Nacional de Cine, Televisión y Teatro en Lodz, en Lodz, Polonia.
Su primer cortometraje lo realizó a la temprana edad de 21 años. Se trataba de Rower (La bicicleta, 1955), en el que también actúa en el papel principal. Le siguieron Rozbijemy zabawę... (1957), Uśmiech zębiczny (1957), Dwaj ludzie z szafą (1958) (conocida en castellano como Dos hombres y un armario), Lampa (La lámpara, 1959) y Gdy spadają anioły (1959) (Cuando los ángeles caen, en España). Durante el rodaje de esta película el joven Polański, de 26 años, comenzó un romance con la actriz principal, Barbara Kwiatkowska-Lass, de 19 años, con la que se casó en ese mismo año y de la que se divorció en 1962.
Esto le sirvió para poder realizar su primer largometraje en Polonia: El cuchillo en el agua (rodada en 1961 pero estrenada en 1962), con el que consiguió una nominación a la mejor película extranjera en los Óscar de 1963. La película ya mostraba algunas de las características de sus siguientes producciones, por su gusto por los ambientes claustrofóbicos, al colocar a tan solo tres personajes (una pareja y un desconocido) que navegan en un pequeño barco.
Poco después Polański realizó sus últimos cortometrajes: Le Gros et le maigre (1961), que rodó en Francia y con el que consiguió varios premios, y Ssaki (1963).

### Se da a conocer
Gracias al reconocimiento cosechado con El cuchillo en el agua, Polański rodó Repulsión (1965). Escribió el guion junto con su amigo Gérard Brach y contó con una banda sonora del también íntimo Krzysztof Komeda, que ya había realizado varias composiciones musicales para los cortometrajes de Roman. Esta película fue ya producida por una compañía más o menos importante y significó su primera gran producción en el Reino Unido, con Catherine Deneuve como estrella principal y con un argumento de thriller psicológico que le valió varios premios, incluido el Oso de Plata en el festival de Berlín de ese año.
En 1966 filmó Callejón sin salida (Cul-de-sac), de nuevo en Reino Unido, con Donald Pleasence como protagonista, en la que aparte del ambiente claustrofóbico tan característico del autor, deja ver atisbos de un humor negro muy particular que acompañará algunas de sus mejores películas. Cul-de-sac obtuvo el Oso de Oro en el festival de Berlín, así como muchos otros premios.

### Tate y la mejor etapa de su vida

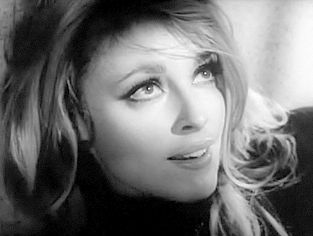
Sharon Tate.

En 1967 Polański dio el gran salto a los Estados Unidos con el rodaje de El baile de los vampiros, primer filme que rodó en color. Este filme, una parodia de las películas de vampiros de la época, le permitió mostrar sus dotes interpretativas y lo consagró en el mercado estadounidense.
Antes y durante el rodaje comenzó una relación amorosa con la actriz Sharon Tate, de 23 años (a pesar de que esta se encontraba saliendo por aquel entonces con un prestigioso peluquero de Hollywood, Jay Sebring), con la que se casó en enero de 1968 en Londres.
La película fue destrozada debido a la excesiva censura de la época y solo pudo ser vista de manera íntegra tiempo después.
En 1968, Polański rodó en Estados Unidos una de sus películas más emblemáticas y polémicas: Rosemary's Baby. Interpretada por la actriz Mia Farrow, la película obtuvo numerosos premios (entre ellos varias nominaciones al Óscar), logró el éxito internacional y tuvo gran repercusión. Polański tenía en mente utilizar para el papel protagonista a Sharon Tate. Sin embargo, al no decir los productores nada al respecto Roman desechó la idea.
Polański, de 35 años, se encontraba en la mejor etapa de su vida, como reconoció él mismo.

### Asesinato de su esposa
En abril de 1969 murió el compositor musical de películas Krzysztof Komeda a causa de un accidente. Fue el preludio de una serie de desgracias que se cebarían con el director polaco.
Por aquel tiempo, Polański se había mudado a una enorme mansión en el 10050 de Cielo Drive, en Los Ángeles (California), donde tuvo lugar uno de los sucesos que marcarían su vida, tanto personal como cinematográfica. Su esposa, la actriz Sharon Tate, quien se encontraba embarazada de ocho meses y medio, fue una de las víctimas de la matanza (ella y cuatro amigos más fueron brutalmente asesinados) que la banda "La Familia" del líder Charles Manson realizó en dicha casa. Los sucesos tuvieron lugar mientras Polański se encontraba en Londres preparando otro largometraje, El día del delfín, que jamás terminó. El hecho ocurrió la madrugada del 9 de agosto, y Polański tenía en mente regresar el día 12 a tierras norteamericanas tras haber estado en la capital británica desde el 20 de julio.

### Chinatowny otros estrenos
Tras un período de inactividad regresó al cine en 1971 con Macbeth, en una personal adaptación de la obra de William Shakespeare. La película fue el primer fracaso comercial de Polański, aunque en Inglaterra funcionó bien. Destaca en la película la matanza realizada por el protagonista sobre los escoltas del Rey que hace alusión a los asesinatos de su esposa y amigos.
En 1973 viajó a Italia para rodar ¿Qué?, una comedia disparatada con Sydne Rome y Marcello Mastroianni que recordaba por momentos a Alicia en el país de las maravillas y que contiene alguno de los momentos más divertidos de su filmografía. La película fue un fracaso en Estados Unidos, pero en Europa consiguió un notable éxito, sobre todo en Francia, Italia y Alemania. En España fue prohibida por la censura de la época, debido a los continuos desnudos de Sydne Rome, y tan solo pudo verse en salas de arte y ensayo en versión original subtitulada. Actualmente se ha editado en DVD en España por Filmax.
En 1974, Polański volvió por la puerta grande al rodar Chinatown, una película inspirada en los clásicos del cine negro, con las apariciones estelares de Jack Nicholson, Faye Dunaway y John Huston. La película fue un éxito mundial y lograría 11 nominaciones a los Óscar, de los que obtendría tan solo uno, al mejor guion original, así como otros numerosos premios.
En 1975 empezó a preparar el rodaje de Piratas, de nuevo con Jack Nicholson, invirtiendo gran parte de su propio dinero en la preparación. Como finalmente ninguna gran productora cinematográfica se interesó por el proyecto, Polański se ve obligado a abandonarlo, así que viajó a Francia, donde, apoyado de nuevo por las multinacionales, comienza el rodaje de El quimérico inquilino (The Tenant), un «thriller» psicológico que quizá sea la obra cumbre del director polaco y en el que él mismo actúa como protagonista. Como las autoridades francesas pretendían presentar el largometraje en el Festival de Cine de Cannes, Polański se vio obligado a realizar el proyecto a gran velocidad, con lo que pasaron tan solo ocho meses desde que se escribió el guion hasta que se estrenó la película.
El quimérico inquilino se estrenó en 1976, fracasó en el festival de Cannes y recibió muy malas críticas. Fue un tremendo fiasco comercial y, curiosamente, hoy en día se ha convertido en el largometraje favorito de algunos de sus seguidores, ya que es uno de los trabajos más personales de Polański y, a la vez, más retorcido, mezclando terror con humor negro.
En 1977 Polański, de nuevo en Estados Unidos, fue acusado de haber violado a una niña de trece años. El suceso ocurrió debido a que Polański se aprovechó de que era el encargado de realizar unas fotos a la menor para una revista muy comercial de moda. Durante la realización de estas ambos se encontraban en casa de Jack Nicholson, que por aquel entonces era pareja de Anjelica Huston, en un jacuzzi con alcohol y drogas. Abandonó el país mientras estaba en libertad bajo fianza y tras haber pasado unos meses en prisión en Chino (California), previendo una condena mayor. Nunca ha vuelto a pisar suelo estadounidense.

### Huida a Europa y Emmanuelle Seigner
En 1979, tras un intenso rodaje de más de año y medio en Francia, Polański estrenó Tess, basada en la novela de época de Thomas Hardy, con Nastassja Kinski como protagonista. Dedicó la película a su fallecida esposa Sharon Tate con un simple «To Sharon», quien dio la novela a Polański, junto con otras pertenencias, el último día que se vieron antes de que volviera la actriz a Los Ángeles. «Podemos hacer una película fascinante con este libro», le dijo en ese momento. Tess fue uno de los mayores éxitos de su carrera, logrando varios Globos de Oro y siendo candidata a seis estatuillas en los Óscar, de las que conseguiría tres. Cabe destacar por el propio Polański que con Tess lograría la cumbre de su carrera, si bien el propio director tenía pensado hacerla dándole el papel protagonista a la propia Sharon.
Reconocido como uno de los realizadores más grandes de la historia del cine, Polański se tomó un descanso como director durante seis años. En ese tiempo escribe su autobiografía, Roman por Polański (1985), donde deja ver claramente que aún no ha superado la muerte de su esposa.
En 1986 regresó con Piratas, proyecto que había intentado rodar diez años atrás inspirándose en las películas de piratas y que, sin Jack Nicholson como protagonista, fue, como vaticinaron las productoras diez años antes, un fracaso comercial.

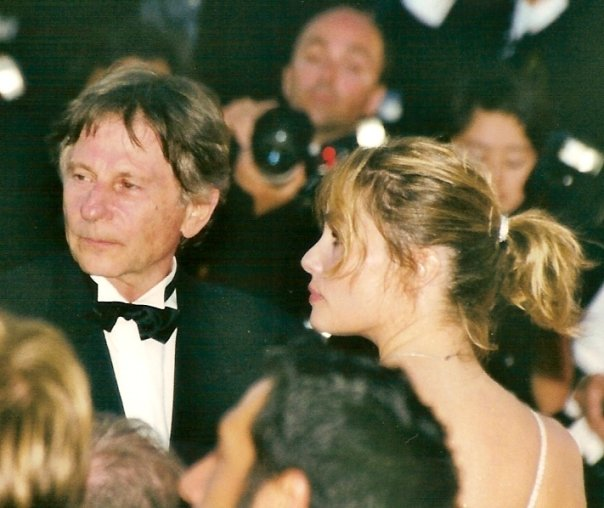
Roman Polański y Emmanuelle Seigner en el Festival de Cine de Cannes en 1992.

Dos años más tarde, con 55 años, volvió al género de suspense con una producción estadounidense rodada en Francia, Frantic, junto a Harrison Ford y la que sería la futura esposa de Polański en 1989, Emmanuelle Seigner, de 22 años. Frantic funcionó muy bien comercialmente y permitió al director adentrarse en temas aún más oscuros en cuanto a la relación de pareja en Lunas de hiel, su siguiente trabajo, de nuevo con Emmanuelle Seigner como protagonista, junto a Peter Coyote y Hugh Grant. La película se estrenó en 1992 y, sin llegar a estar considerada de lo mejor de la filmografía de Polański, supera los trabajos del director en la década de los 80 y 90.

### Década de los noventa
En 1993, con casi 60 años, nace su primera hija, Morgane, fruto de su matrimonio con Emmanuelle Seigner, treinta años más joven que él. En 1994 estrenó La muerte y la doncella, basada en el libro del mismo nombre de Ariel Dorfman, con Sigourney Weaver como protagonista. La cinta fue un éxito moderado tanto comercial como de crítica. En 1998 nace su segundo hijo, Elvis, fruto del mismo matrimonio.
Tras abandonar un proyecto cinematográfico con John Travolta en 1996 por desavenencias con el actor, en 1999 Polański rodó La novena puerta, en la que adaptó de forma original la novela de Arturo Pérez-Reverte El club Dumas y otorgó el papel protagonista a Johnny Depp. El filme, aunque fue un éxito comercial, se ganó el estatus de una de las peores películas de Polański por parte de la crítica.
Fue en 1997 cuando Polański incursionó en el teatro musical, con la producción germano-austriaca Tanz der Vampire (basada en la película de Polański, con libreto de Michael Kunze y musicalizada por el célebre Jim Steinman). Dicha versión fue protagonizada por el fallecido actor estadounidense Steve Barton. El musical fue un éxito, logrando una gran temporada en Viena (Austria) y después siendo montada en algunas ciudades alemanas como Stuttgart, Hamburgo y Berlín. También recientemente se ha estrenado la versión polaca del musical, dirigida personalmente por Polański. El musical contó con una versión estadounidense, Dance of the Vampires, que pese a tener un gran presupuesto no logró captar el sentimiento original de la versión en alemán. El resultado fue una comedia ridícula, con una traducción/adaptación al inglés bastante mediocre, que fue un rotundo fracaso, no llegando siquiera a las cien funciones.
Cabe destacar también su papel como actor en la película Una pura formalidad, en la cual interpreta a un inspector de policía que intenta descubrir un caso con el personaje de Gérard Depardieu como sospechoso. La película fue rodada íntegramente en una lúgubre comisaría de policía.

### SigloXXI
En 2002 recibió la Palma de Oro de la 55.ª edición del festival de Cine de Cannes, máximo galardón del certamen, por el filme El pianista, adaptación de las memorias de Władysław Szpilman, pianista judío polaco que sobrevivió a las masacres nazis gracias a la ayuda de un oficial alemán. En la 75° edición de los Óscar, El pianista recibió tres galardones; mejor actor (Adrien Brody), mejor guion adaptado (Ronald Harwood) y mejor director para Polański, que no asistió a la ceremonia por ser prófugo de la justicia estadounidense.
Polański estrenó en 2005 Oliver Twist, una película con la que se identificaba. En 2007 se preparaba para un nuevo giro en su carrera, con la adaptación de la novela Pompeya, de Robert Harris. Demoras ajenas a su voluntad le obligaron a renunciar en septiembre de 2007 tras varios años dedicados al proyecto.
En febrero de 2009 Polański inició en Berlín el rodaje de The Ghost Writer, que también incluye secuencias filmadas en el Studio Babelsberg, de Potsdam, los mismos estudios donde filmó El pianista, así como en la isla de Sylt. Polański escribió también el guion, adaptado de la novela homónima del escritor inglés Robert Harris, distribuida en España bajo el título El poder en la sombra. Cuenta con la fotografía del operador polaco Pawel Edelman, el mismo de El pianista y Oliver Twist, además de sus productores habituales: Robert Benmussa, Timothy Burrill y Alain Sarde. Los actores protagonistas fueron el escocés Ewan McGregor y el irlandés Pierce Brosnan. Y como secundarios los ingleses Olivia Williams, Kim Cattrall y Tom Wilkinson, así como los estadounidenses Timothy Hutton y James Belushi, entre otros. La productora fue Summit International. The Ghost Writer se estrenó en Alemania el 18 de febrero de 2010. Según el diario alemán Märkische Allgemeine, Polański habló de la película a la prensa en el Filmmuseum Potsdam, el 19 de febrero de 2009.
Sin embargo, fue detenido sorpresivamente el sábado 26 de septiembre de 2009 en Zúrich por los cargos de abuso sexual que pesaban sobre él en los Estados Unidos desde 1977, con una orden de búsqueda y captura. Polański había sido invitado por el Festival de Cine de Zúrich.
Por este motivo no pudo estar presente en la entrega del Premio al Mejor Director que se le concedió el 20 de febrero de 2010 en el Festival de Berlín por su película The Ghost Writer. La película se estrenó en España como El escritor el 26 de marzo de ese año, con excelentes críticas de la prensa generalista y especializada.
El 14 de julio de 2010, Polański confirmó que llevaría al cine Un Dios salvaje, obra teatral de la escritora francesa de origen judío sefardí Yasmina Reza. Polański y Reza escribieron juntos la primera versión del guion durante su arresto domiciliario en Gstaad, Suiza.
El 20 de mayo de 2012 presentó en el Festival de Cine Cannes su cortometraje A Therapy (Una terapia), protagonizado por Ben Kingsley y Helena Bonham Carter, para promocionar la firma de moda Prada.
Basada en hechos reales (2017) es una adaptación de la novela francesa de la autora Delphine de Vignan. La película sigue a una escritora (Emmanuelle Seigner) quien lucha por finalizar una nueva novela, mientras es seguida por una fan obsesionada (Eva Green). La película participó en la edición 2017 del Festival de Cine de Cannes.
En 2019 filmó El oficial y el espía, sobre el caso Dreyfus. La cinta fue galardonada con el Gran Premio del Jurado en la 76° edición del Festival de Cine de Venecia y concretó 3 de las 12 nominaciones a los premios César: a mejor dirección, a mejor adaptación y a mejor vestuario.

### Problemas con la justicia

#### Samantha Geimer
En 1977, a los 43 años, el director se vio involucrado en un escándalo por abusos sexuales sobre una menor, Samantha Gailey (posteriormente Samantha Geimer), de 13 años de edad. Según Gailey, Polański la llevó a la casa de Jack Nicholson en Mulholland Drive con el pretexto de fotografiarla para la revista Vogue; pero una vez allí, le dio champán con metacualona, le tomó fotos con el pecho desnudo, la llevó a un jacuzzi y de allí la llevó al dormitorio, donde la violó a pesar de la oposición de la chica.
Polański fue acusado de abuso sexual a una menor, consumo de drogas, perversión y sodomía, así como por administración de estupefacientes a una menor de 13 años. Tras negociar un acuerdo con la fiscalía, casi todos los cargos fueron desestimados a cambio de que se declarara culpable de tener relaciones sexuales ilícitas con una menor. Polański fue condenado en primer lugar a un periodo de reclusión de 90 días en una prisión estatal para realizarle una evaluación psiquiátrica con el fin de decidir su condena final, pero le dieron un permiso de otros 90 días para terminar su proyecto pendiente. De acuerdo con los términos de la sentencia, se le dio permiso para viajar al extranjero. Polański volvió a California y se sometió a la evaluación en la Prisión Estatal de Chino, de la que fue liberado tras 42 días. El 1 de febrero de 1978 Polański voló a Londres, donde tenía una residencia. Al día siguiente viajó a Francia, país en el que tenía y sigue teniendo la nacionalidad, evitando así el riesgo de ser extraditado a los Estados Unidos por el Reino Unido, pues de acuerdo con el tratado de extradición entre Francia y los Estados Unidos, Francia se puede negar a extraditar a sus ciudadanos, como hizo en este caso. Desde entonces ha vivido en Francia y Polonia y ha evitado visitar países donde probablemente podría ser extraditado, como el Reino Unido.
Polański no ha vuelto a pisar Estados Unidos ni el Reino Unido. No asistió, por ejemplo, a la ceremonia de los Óscar de 2002, en la que obtuvo el Óscar al mejor director por El pianista, y rodó Oliver Twist en Praga con actores británicos.
El 26 de septiembre de 2009, Polański fue arrestado en el aeropuerto de Zúrich por las autoridades del país helvético, a petición de Estados Unidos por el caso abierto de 1978. El 12 de julio del año siguiente, la ministra de Justicia de Suiza, Eveline Widmer-Schlumpf, anunció que Suiza no extraditaría a Polański, por considerar que las autoridades estadounidenses no habían probado que el cineasta no hubiera cumplido ya la totalidad de la condena impuesta en su día al pasar 42 días en una institución psiquiátrica. Esta decisión puso fin al arresto domiciliario que sufría el cineasta.
Después de varios intentos de Estados Unidos por extraditar a Polański, el 6 de diciembre de 2016 el Tribunal Supremo de Polonia rechazó reabrir el caso.

#### Charlotte Lewis
Por su parte, la actriz Charlotte Lewis ha declarado que Polański, en el rodaje de Piratas, le dijo: «Si no eres lo suficientemente adulta como para tener relaciones conmigo, no lo eres tampoco para hacer una prueba de cámara». Lewis dijo que en ese momento se echó a llorar y finalmente accedió para no dejar pasar una oportunidad que podría ser única en su carrera. «Polański sabía que yo tenía solo 16 años cuando me conoció, y me forzó en su apartamento de París. Se aprovechó de mí y he vivido con los efectos de su comportamiento desde que ocurrió», indicó Lewis durante una declaración en una conferencia de prensa en Los Ángeles en 2010. Anteriormente Lewis, en una entrevista de 1999, afirmó haber tenido una relación sentimental consentida de seis meses con el cineasta. «Yo sabía que Roman había hecho algo malo en los Estados Unidos, pero yo quería ser su amante. Lo quería, probablemente más de lo que él me quería».

#### Robin
El 15 de agosto de 2017 una mujer solo identificada como "Robin" acusó a Polański de abuso sexual 40 años antes en Los Ángeles en 1973, cuando ella tenía 16 años. Robin comentó que se sintió animada por la denuncia presentada por Samantha Geimer y le pidieron que presentara su denuncia.

#### Renate Langer
El 26 de septiembre de 2017 la actriz alemana de 61 años denunció a la policía suiza que el director de cine Roman Polański abusó sexualmente de ella durante su adolescencia. La víctima declaró que el hecho ocurrió en la localidad suiza de Gstaad en 1972, cuando ella tenía 15 años. La policía suiza desconoce aún si se presentarán cargos criminales contra Polański.

#### Valentine Monnier
En 2019 fue públicamente acusado de violación por Valentine Monnier. Los hechos, ocurridos en 1975, cuentan con el apoyo del testimonio de un amigo de Polanski.

## Filmografía

### Cortometrajes
| Año  | Título                                           | Duración | Formato              | Argumento | Rol                               | Ref(s). |
| ---- | ------------------------------------------------ | -------- | -------------------- | --- | --------------------------------- | ------- |
| 1955 | Rower («La bicicleta»)                           |          | B/N                  | | Director, guionista               | [ 20 ]  |
| 1957 | Uśmiech zębiczny («Una sonrisa»)                 | 2 min    | B/N, mudo            | Un hombre observa a una mujer desnuda a través de una ventana | Director, guionista sin acreditar | [ 21 ]  |
| 1957 | Rozbijemy zabawę («Interrumpiendo la fiesta»)    | 8 min    | B/N, polaco          | Unos gamberros pretenden acabar con las celebraciones de una fiesta. | Director, guionista               | [ 22 ]  |
| 1957 | Morderstwo («Asesinato»)                         | 2 min    | B/N, mudo            | En la oscuridad de una habitación, un extraño perturba el sueño de su víctima. | Director, guionista sin acreditar | [ 23 ]  |
| 1958 | Dwaj ludzie z szafa («Dos hombres y un armario») | 15 min   | B/N, polaco          | Dos hombres cargando un armario emergen del mar y se adentran en la ciudad donde no serán bien recibidos. | Director, guionista               | [ 24 ]  |
| 1959 | Lampa («La lámpara»)                             | 8 min    | B/N, musical         | En un taller de juguetes estos cobran vida y arden por un desperfecto eléctrico cuando el dueño se va. | Director, guionista               | [ 25 ]  |
| 1959 | Gdy spadają anioły («Ángeles caídos»)            | 21 min   | B/N y color, polaco  | Una anciana cuida los baños públicos del sótano de un edificio observando la conducta de los hombres que entran y recordando su propia juventud, así como su relación amorosa con un soldado. | Director, guionista, actor        | [ 26 ]  |
| 1961 | Le gros et le maigre («El gordo y el flaco»)     | 15 min   | B/N, comedia musical | Polanski interpreta a un esclavo flaco y descalzo que toca la flauta y el tambor para entretener a su amo, un hombre gordo que se mece en una mecedora frente a su mansión en el campo con vistas a París. El esclavo le limpia y lava, lo alimenta, lo protege del sol y le sostiene un urinario, mientras anhela escapar a París, que podemos ver a lo lejos. Se produce un divertido juego psicológico entre ambos en el que el amo intenta impedir que el esclavo huya. | Director, escritor                | [ 27 ]  |
| 1963 | Ssaki («Mamíferos»)                              | 11 min   | B/N, musical         | Dos hombres en la nieve se turnan para llevar el uno al otro en un trineo. Su relación de afecto y odio los lleva a perderlo y tener que seguir sin él. | Director, escritor                | [ 27 ]  |

Todos estos cortometrajes salvo Rower fueron lanzados en 2007 en un DVD titulado Roman Polanski: Cortometrajes 1957-1963.

### Largometrajes

#### Como director
- El cuchillo en el agua (1962)
- Les plus belles escroqueries du monde (1964, solo un episodio)
- Repulsión (1965)
- Callejón sin salida (1966)
- El baile de los vampiros (1967)
- Rosemary's Baby (1968)
- Cinema Different 3 (1970)
- Macbeth (1971)
- ¿Qué? (1973)
- Chinatown (1974)
- Le locataire (1976)
- Tess (1979)
- Piratas (1986)
- Frantic (1988)
- Bitter Moon (1992)
- La muerte y la doncella (1994)
- The Ninth Gate (1999)
- El pianista (2002)
- Oliver Twist (2005)
- A cada uno su cine (2007)
- El escritor fantasma (2010)
- Carnage (2011)
- La Venus de las pieles (2013)[28]
- Basada en hechos reales (2017)[29]
- El oficial y el espía (2019)
- El palacio (2023)

#### Como guionista
- El cuchillo en el agua (1962)
- Aimez-vous les femmes? (1964)
- Les plus belles escroqueries du monde (1964)
- Repulsion (1965)
- Callejón sin salida (1966)
- A Taste for Women (1966)
- El baile de los vampiros (1967)
- Rosemary's Baby (1968)
- La fille d'en face (1968)
- A Day at the Beach (1970)
- Cinema Different 3 (1970)
- Macbeth (1971)
- ¿Qué? (1973)
- El inquilino (1976)
- Tess (1979)
- Piratas (1986)
- Frantic (1988)
- Bitter Moon (1992)
- The Ninth Gate (1999)

#### Como actor
- Pokolenie (1954)
- La bicicleta encantada (1955)
- Naufragios (1957)
- Fin de la noche (Koniec nocy, 1957)
- ¿Qué dirá mi esposa? (1958)
- Lotna (1959)
- Hasta mañana (1960)
- Mala suerte (1960)
- El baile de los vampiros (1967)
- The Magic Christian (1969)
- Blood for Dracula (1973)
- ¿Qué? (1973)
- Chinatown (1974)
- El quimérico inquilino (1976)
- Back in the USSR (1991)
- Una pura formalità (1994)
- Grosse fatigue (1994)
- Hora punta 3 (2007)
- Caos calmo (2008)

#### Como productor
- Bitter Moon (1992)

## Premios y nominaciones
Premios Óscar
| Año  | Categoría                          | Película               | Resultado |
| ---- | ---------------------------------- | ---------------------- | --------- |
| 1964 | Mejor película de habla extranjera | El cuchillo en el agua | Nominado  |
| 1969 | Mejor guion adaptado               | Rosemary's Baby        | Candidato |
| 1975 | Mejor director                     | Chinatown              | Candidato |
| 1981 | Mejor director                     | Tess                   | Candidato |
| 2003 | Mejor director                     | El pianista            | Ganador   |
| 2003 | Mejor película                     | El pianista            | Candidato |

Premios Globo de Oro
| Año  | Categoría              | Película        | Resultado |
| ---- | ---------------------- | --------------- | --------- |
| 2003 | Mejor película europea | El pianista     | Ganador   |
| 1980 | Mejor director         | Tess            | Candidato |
| 1974 | Mejor director         | Chinatown       | Ganador   |
| 1968 | Mejor guion            | Rosemary's Baby | Candidato |

Premios Goya
| Año  | Categoría              | Película    | Resultado |
| ---- | ---------------------- | ----------- | --------- |
| 2002 | Mejor película europea | El pianista | Ganador   |

Medallas del Círculo de Escritores Cinematográficos
| Año  | Categoría            | Película | Resultado |
| ---- | -------------------- | -------- | --------- |
| 2011 | Mejor guion adaptado | Carnage  | Ganador   |

Festival Internacional de Cine de Cannes
| Año  | Categoría    | Película    | Resultado |
| ---- | ------------ | ----------- | --------- |
| 2002 | Palma de Oro | El pianista | Ganador   |

Festival Internacional de Cine de Venecia
| Año  | Categoría                    | Película               | Resultado |
| ---- | ---------------------------- | ---------------------- | --------- |
| 1962 | Premio FIPRESCI              | El cuchillo en el agua | Ganador   |
| 1993 | León de Oro a la trayectoria | -                      | Ganador   |
| 2011 | Leoncino d'Oro Agiscuola     | Un dios salvaje        | Ganador   |
| 2019 | Gran Premio del Jurado       | El oficial y el espía  | Ganador   |

Festival Internacional de Cine de Berlín
| Año  | Categoría                                      | Película            | Resultado |
| ---- | ---------------------------------------------- | ------------------- | --------- |
| 1965 | Oso de Plata. Premio extraordinario del jurado | Repulsión           | Ganador   |
| 1965 | Premio FIPRESCI                                | Repulsión           | Ganador   |
| 1966 | Oso de Oro                                     | Callejón sin salida | Ganador   |